# Salvemos Eurovisión
Salvemos Eurovisión es el nombre que eligió TVE para la convocatoria para elegir al intérprete y a la canción que representaron a España en el Festival de Eurovisión 2008. 
Esta convocatoria se desarrollaba primero a través de Internet, mediante una alianza entre MySpace y TVE. Se creó una web donde cualquiera podía presentarse creándose un MySpace musical y proporcionando un vídeo de presentación. En esa web, cualquiera con acceso a Internet podía escuchar las canciones y (si tenía cuenta de correo electrónico) votar por ellas. Los cinco temas más votados y otros cinco elegidos por un jurado de expertos de música y televisión fueron los finalistas de entre los cuales el público eligió a su favorito mediante llamadas telefónicas y mensajes SMS. Estos diez finalistas participaron el 8 de marzo en un programa especial de TVE, también llamado Salvemos Eurovisión, presentado por Raffaella Carrá, en el que se determinó el representante de TVE en el festival de Belgrado.
La canción ganadora fue "Baila el Chiki-chiki", interpretada por Rodolfo Chikilicuatre.
Esta convocatoria, presentada por TVE como el mayor casting público que hayamos realizado en este país para un certamen público de estas características, sufrió múltiples retrasos y recibió numerosas críticas y acusaciones, sobre todo a la preselección vía Internet. Los fallos técnicos y humanos relacionados con la web de MySpace fueron frecuentes. El final de las votaciones vía Internet se vio marcado por el Conflicto "El Gato" en Eurovision.

## Clasificación final
| Puesto | Intérprete            | Canción                | Puntos |
| ------ | --------------------- | ---------------------- | ------ |
| 1º     | Rodolfo Chikilicuatre | Baila el chiki chiki   | 60     |
| 2º     | Coral Segovia         | Todo está en tu mente  | 48     |
| 3º     | La Casa Azul          | La revolución sexual   | 42     |
| 4º     | Arkaitz               | Un olé                 | 32     |
| 5º     | Marzok Mangui         | Caramelo               | 31     |
| 6º     | Lorena C              | Piensa gay             | 22     |
| 7º     | Bizarre               | Si pudiera             | 22     |
| 8º     | Innata                | Me encanta bailar      | 15     |
| 9º     | D-ViNe                | I do you (a mi manera) | 9      |
| 10º    | ELL*AS                | 100 por 100            | 9      |

## Requisitos para participar
Los requisitos para poder participar en la selección de MySpace para poder ser elegidos participar en Eurovisión, estaban resumidos en unas sencillas pautas:
La canción debe ser original, e inédita hasta octubre de 2007Requisito de la UER para todas las canciones participantes, siendo además la UER más explícita y rigurosa indicando que además de no haber sido editada no debe haber sido reproducida o tocada en público antes de dicha fecha.
El/los artistas debe poseer los derechos de propiedad intelectual e industrial de la canción, de su nombre artístico, etc.Puesto que el artista o grupo seleccionado debe ceder todos los derechos requeridos por la UER y RTVE, así como negociar un contrato editorial con RTVE.
La canción debe tener una duración máxima de TRES minutosNorma de la UER para participar adoptada desde 1962 para establecer el límite de tiempo de la gala, si bien se enviaron canciones con mayor duración que deberían ser reducidas si fuesen seleccionadas.
El número máximo de personas que interpretan la canción (entre cantantes, músicos, coros y bailarines) es de SEIS personasNorma de la UER respecto al límite de personas en el escenario.
Los intérpretes deben tener cumplidos los 16 años a la fecha de la primera semifinal, (que hayan nacido antes del 20 de mayo de 1992)Norma de la UER, aunque la UER exige que los 16 años deben ser cumplidos en ese año sin importar si es antes o después del festival, fue puesta en 1990.
La letra no debe ser conflictiva o irrespetuosa ni tener mensajes ideológicosNorma UER respecto a la letra de las canciones, que no deben tener mensajes sobre temas políticos, religiosos, etc.
Los participantes deben acreditar la residencia en España desde hace al menos dos añosNorma interna de RTVE, ya que la UER permite que los intérpretes sean de cualquier nacionalidad, inclusive de aquellos países que no pueden participar en el evento o no son miembros de la asociación.
La canción puede estar escrita en cualquiera de los idiomas oficiales del estado, y puede tener estribillos o estrofas en cualquier idioma de los países participantes en el festivalNorma interna de RTVE, ya que la UER permite cualquier idioma en las canciones.
Además, el artista o grupo seleccionado para representar a España en el Festival de Eurovisión 2008 debe estar dispuesto a ceder todos los derechos exigidos por la UER (y que TVE también precisa), y negociará un contrato editorial con TVE/RTVE.
Junto con los requisitos para participar en la gala de Eurovisión además había que crearse un MySpace musical (si no se tenía ya), subir la canción al portal de las votaciones y crear, a su vez, un vídeo de presentación para su candidatura.
De entre todos los presentados, los cinco más votados por los internautas más otros cinco elegidos por un comité de expertos serían los que irían a la gala. Con esta medida de elegir 5 de los 10 candidatos de forma interna RTVE intentaba mitigar el fenómeno fan que supuestamente impediría a los artistas menos conocidos poder clasificarse.

## Proceso de votación
En principio el periodo de votación era desde el sábado 14 hasta el sábado 23 a las 23:59 horas. El inicio de las votaciones se retrasó dos días. Posteriormente, durante el periodo de votación, se retrasó el final de las votaciones otros dos días, hasta las 23:59 del lunes 25. El proceso de votación se explicaba oficialmente con los siguientes puntos:
1. Todo el mundo puede participar en la votación para elegir finalistas. Para ello no ha hace falta estar registrado, basta con tener una dirección de correo electrónico.
2. Cada persona dispondrá de cinco votos diarios, a repartir como se quiera. Se podrán destinar los cinco votos a un mismo candidato, o distribuirlos entre varios de ellos.
3. Al emitir cada uno de los votos, se abrirá un sencillo formulario con dos casillas: una para la dirección de correo electrónico y otra de verificación para comprobar que es una persona física quien está votando.
4. El correo electrónico se solicita únicamente para evitar los votos automáticos. Sirve para que el votante pueda recibir un correo en su buzón con el que validar el voto.
5. Al pinchar en el correo electrónico recibido, el voto quedará validado.
6. Se recibirán tantos correos como votos emitidos, debiendo validarse cada uno de ellos por separado.
7. El estado de las votaciones podrá comprobarse en todo momento desde la página principal de Eurovisión en MySpace, existiendo la posibilidad de ordenar los candidatos en función del número de votos recibidos.
8. RTVE y MySpace seguirán verificando durante el plazo de votaciones que los candidatos se ajustan a los requisitos del festival. En cualquier momento durante todo el proceso se podrá descalificar a aquellos candidatos cuyas canciones se confirme que no cumplen con esos requisitos.
9. Ante cualquier duda durante el proceso, puede enviarse un correo electrónico a eurovision2008@rtve.es

En el mismo comunicado se afirmaba que "los cinco candidatos más votados a las 00.00 horas del 25 de febrero serán considerados finalistas". Esta afirmación fue retractada en el mismo momento en el que se debía hacer efectiva mediante otro comunicado oficial.

## Controversias previas

### El problema del punto 2
En el punto 2 se dice que los cinco votos diarios son por persona. Por las características de la votación, este punto no podía controlarse ni hacerse cumplir. Sí se controlaba que la votación la realizaba un humano, mediante la casilla de verificación nombrada en el punto 3. Pero la restricción de los cinco votos diarios estaba controlada por la dirección de correo electrónico.
Un buen número de usuarios de Internet tiene más de una cuenta de correo electrónico, y no había forma de demostrar si dos cuentas pertenecían a distintas personas o no.
Aun en el hipotético caso de que internamente se guardara la IP desde la que se votaba o se validaba el voto, ese dato no aportaría nada, ya que ni ambas IP tienen porqué coincidir, ni una IP se corresponde con una sola persona.

### Candidaturas supuestamente seleccionadas
Juan Carlos Mendoza afirma en su MySpace que fue seleccionado para aparecer entre las candidaturas, pero que no llegó a aparecer nunca en la web. Afirma que MySpace alegó que había desaparecido por error del servidor, le dijeron que lo mirarían y le pidieron disculpas.

### Caída de los servidores de MySpace
El jueves 14 se abrió el periodo de votaciones. La afluencia de votantes fue tal que los servidores de MySpace no pudieron soportarlo. La votación se cerró y se anunció que volvería a abrirse el sábado 16, y que acabaría la medianoche del 25. Hasta el miércoles 20 el indicador de los días que quedaban indicaba dos días de menos.

### Pérdida de los correos de validación
Algunos servidores de correo electrónico, como Hotmail, Yahoo! o Telefónica, consideraron la cuenta de MySpace desde la que se enviaba el correo electrónico de confirmación en unos casos como correo basura (y, por tanto, enviaron esos mensajes de correo electrónico directamente a la carpeta de correo no deseado o spam) y en otros directamente bloquearon esa dirección.

## Controversia con los resultados
Entre los 537 candidatos (hubo denuncias de que se siguieron admitiendo candidatos una vez iniciadas las votaciones) se coló David Fernández, humorista de Buenafuente, con su personaje Rodolfo Chikilicuatre.
Su canción Baila el Chikichiki apareció en el programa el 5 de febrero, y se anunció que era candidata a representar a TVE en Eurovisión, y que se le podría votar.
Además de los votantes individuales que esto pudo provocar, en algunos foros desde el día 17 de febrero se abrieron hilos invitando a votar a Chikilicuatre, captando así a numerosos internautas que no sabían nada de las votaciones o hasta el momento no se habían interesado.
Pocos días después, los usuarios de Media-Vida, visto que no conseguían su objetivo de aparecer en La Sexta por impulsar la candidatura de Chikilicuatre, deciden sabotear su candidatura votando masivamente a Antonio "El Gato". No obstante, su estrategia resultó fallida por usar un script para realizar votaciones a "El Gato" y ser detectado el fraude por TVE/MySpace.
Si bien el día 17 iba séptimo, al acabar el día 19 Rodolfo ya había alcanzado la segunda posición, con unos 1000 votos de ventaja sobre Mayte, que iba tercera. Tres horas después, ya era primero, desbancando a La Casa Azul. Durante dos días se mantuvo en lo alto de la clasificación ampliando su ventaja.

### Desclasificaciones entre las elecciones delcomité de expertos
Anteriormente a la elección de Lorena C e Innata, se escogió a La La Love You y Null System que fueron descalificados por no cumplir los requisitos anteriores, concretamente el de haber sido editada la canción antes de octubre de 2007.

## Finalistas en línea

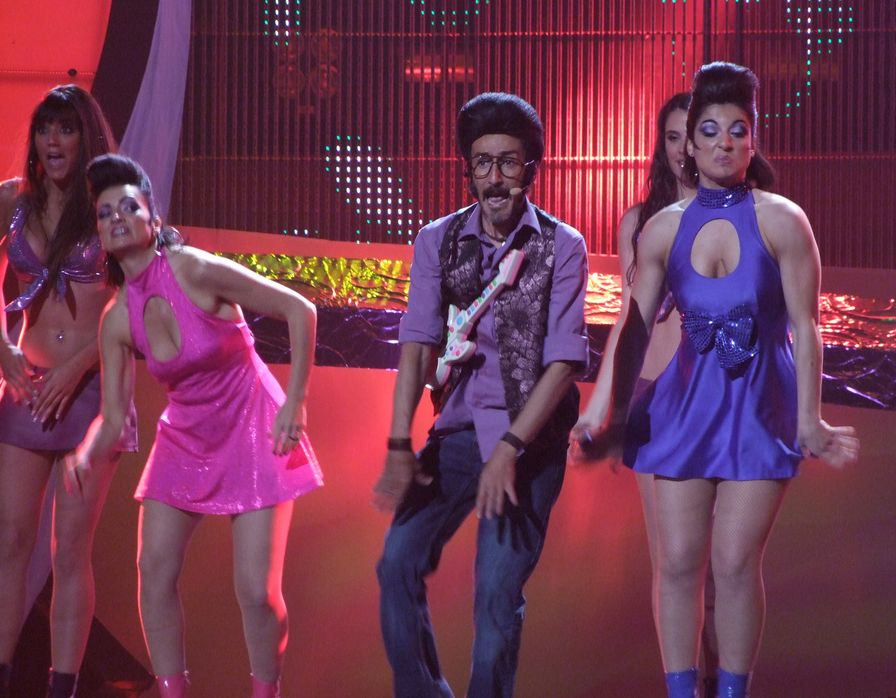
Rodolfo Chikilicuatre en plena actuación en Eurovisión 2008.

### Los 5 con más votos
1. Rodolfo Chikilicuatre - Baila el ChikiChiki (109995 votos)
2. La Casa Azul - La revolución sexual (67706 votos)
3. Arkaitz - Un olé (63460 votos)
4. Coral - Todo está en tu mente (58339 votos)
5. Bizarre - Si pudiera (54842 votos)

### Los 5 elegidos por elcomité de expertos
1. Ell*as - 100x100 (1533 votos)
2. Marzok Mangui - Caramelo (1487 votos)
3. D-ViNe - I Do You (1439 votos)
4. Innata - Me encanta bailar (2827 votos)
5. Lorena C - Piensa gay (2423 votos)

## Gala televisada
Programa especial de TVE, titulado también Salvemos Eurovisión, que se emitió en directo el 8 de marzo de 2008 a las 22:30 en La 1. Raffaella Carrà fue la encargada de presentarlo.
Mediante este programa se dio a conocer quien de los diez finalistas es el representante de TVE en Eurovisión 2008. La decisión del ganador la toman los telespectadores, que desde la noche del miércoles 4 de marzo hasta el final de la gala pudieron votar entre los diez seleccionados a través de llamadas telefónicas y mensajes SMS. Estaba previsto que se abrieran las líneas el viernes 29 de febrero, al día siguiente de conocer a los diez finalistas. Pero, primero, los rumores sobre una nueva descalificación de algún candidato, y después, la negociación con el operador telefónico, hicieron que se atrasase su inicio, según explicaron responsables de Eurovisión de TVE.
De entre los 10 candidatos totales preseleccionados para la Gala tras las votaciones en MySpace, Rodolfo Chikilicuatre obtuvo 12 puntos (La máxima puntuación) en las votaciones previas a la misma. En los votos escrutados durante la noche de la Gala, obtuvo 48 puntos (Máxima puntuación también), proclamándose ganador absoluto por la audiencia y siendo nombrado representante de España en el certamen de Eurovisión de 2008 en Belgrado. Rodolfo consiguió el máximo número de votos posibles que se podían obtener en las tres fases de votaciones de que constó la selección del representante español. En segundo lugar quedó Coral, con “Todo está en tu mente” con 48 votos.
Inicialmente la gala iba a celebrarse el 1 de marzo, pero TVE decidió retrasarla una semana.